# Snooker-Saison 2004/05
Die Snooker-Saison 2004/05 war eine Serie von Snooker-Turnieren, die der Main Tour angehören. Wie im Vorjahr standen insgesamt elf Turniere auf dem Programm. Neben acht Weltranglistenturnieren wurden zwei Einladungsturniere und ein Non-ranking-Turnier gespielt, bei denen nur Titel und Preisgelder, aber keine Weltranglistenpunkte vergeben wurden.
Nach über 20 Jahren, darunter auch eine zweijährige Pause Anfang der 1990er Jahre, fielen die Scottish Open (zuletzt ausgetragen als "Players Championship") aus dem Turnierplan. An ihrer Stelle wurde nach der zunehmenden Popularität des Snookersports in Asien die China Open nach zweijähriger Pause wieder aufgenommen und prompt vom chinesischen Qualifikanten Ding Junhui gewonnen. Die British Open verloren in dieser Saison ihren Status als Weltranglistenturnier und wurden nur noch als Einladungsturnier gewertet. Ebenso zum letzten Mal Bestandteil der Tour war in diesem Jahr das Irish Masters. Die Euro-Asia Masters Challenge fand dieses Mal als World Champions v Asia Stars Challenge und wurde nach dieser Spielzeit ebenfalls auf Eis gelegt.
Die Saison dauerte vom 4. August 2004 bis zum 2. Mai 2005.

## Saisonergebnisse
Die folgende Tabelle zeigt die Endspielergebnisse dieser Saison.
| Datum                              | Turnier                                       | Austragungsort | Art                   | Sieger            | Finalgegner     | Ergebnis |
| 4. bis 8. August 2004              | World Champions v. Asian Stars Challenge 2004 | Bangkok        | Einladungsturnier     | Marco Fu          | John Higgins    | 5:1      |
| 2. Oktober bis 10. Oktober 2004    | Grand Prix 2004                               | Preston        | Weltranglistenturnier | Ronnie O’Sullivan | Ian McCulloch   | 9:5      |
| November 2004                      | Merseyside Professional 2004                  | Liverpool      | Non-ranking-Turnier   | Joe Perry         | Stephen Croft   | 5:2      |
| 8. November bis 14. November 2004  | British Open 2004                             | Brighton       | Weltranglistenturnier | John Higgins      | Stephen Maguire | 9:6      |
| 15. November bis 28. November 2004 | UK Championship 2004                          | York           | Weltranglistenturnier | Stephen Maguire   | David Gray      | 10:1     |
| 17. Januar bis 23. Januar 2005     | Welsh Open 2005                               | Newport        | Weltranglistenturnier | Ronnie O’Sullivan | Stephen Hendry  | 9:8      |
| 31. Januar bis 6. Februar 2005     | Malta Cup 2005                                | Portomaso      | Weltranglistenturnier | Stephen Hendry    | Graeme Dott     | 9:7      |
| 13. Februar bis 20. Februar 2005   | Masters 2005                                  | Wembley        | Einladungsturnier     | Ronnie O’Sullivan | John Higgins    | 10:3     |
| 6. März bis 13. März 2005          | Irish Masters 2005                            | Dublin         | Weltranglistenturnier | Ronnie O’Sullivan | Matthew Stevens | 10:8     |
| 27. März bis 3. April 2005         | China Open 2005                               | Peking         | Weltranglistenturnier | Ding Junhui*      | Stephen Hendry  | 9:5      |
| 16. April bis 2. Mai 2005          | World Championship 2005                       | Sheffield      | Weltranglistenturnier | Shaun Murphy      | Matthew Stevens | 18:16    |

*Da Ding Junhui zur Teilnahme für das Turnier eine Wildcard erhielt und sich somit sportlich nicht qualifizieren musste, bekam er für den Turniersieg keine Weltranglistenpunkte.

## Weltrangliste
Die Snookerweltrangliste wird nur nach jeder vollen Saison aktualisiert und berücksichtigt die Leistung der vergangenen zwei Spielzeiten. Die folgende Tabelle zeigt die 32 bestplatzierten Spieler der Saison 2004/05, sie beruht also auf den Ergebnissen aus 2002/03 und 2003/04. In Klammer ist jeweils die Vorjahresplatzierung angegeben.
| Platz 1 – 8 | Platz 1 – 8           | Platz 9 – 16 | Platz 9 – 16      | Platz 17 – 24 | Platz 17 – 24        | Platz 25 – 32 | Platz 25 – 32         |
| ----------- | --------------------- | ------------ | ----------------- | ------------- | -------------------- | ------------- | --------------------- |
| 1           | Ronnie O’Sullivan (3) | 9            | Stephen Lee (5)   | 17            | Ian McCulloch (26)   | 25            | Anthony Hamilton (20) |
| 2           | Mark Williams (1)     | 10           | Alan McManus (10) | 18            | Quinten Hann (14)    | 26            | Gerard Greene (38)    |
| 3           | Stephen Hendry (2)    | 11           | Jimmy White (15)  | 19            | Ali Carter (17)      | 27            | Drew Henry (25)       |
| 4           | Paul Hunter (8)       | 12           | Chris Small (18)  | 20            | Joe Perry (16)       | 28            | Robert Milkins (21)   |
| 5           | John Higgins (4)      | 13           | Steve Davis (11)  | 21            | Barry Pinches (36)   | 29            | Michael Holt (39)     |
| 6           | Matthew Stevens (9)   | 14           | David Gray (12)   | 22            | Tony Drago (24)      | 30            | Joe Swail (27)        |
| 7           | Ken Doherty (6)       | 15           | Graeme Dott (13)  | 23            | Mark King (22)       | 31            | John Parrott (30)     |
| 8           | Peter Ebdon (7)       | 16           | Marco Fu (19)     | 24            | Stephen Maguire (41) | 32            | Dominic Dale (28)     |

## Spieler der Saison 2004/05
Mit der Saison 2004/05 wurde die Anzahl der Profispieler auf der Main Tour von 128 auf 96 reduziert. Dies wirkte sich auch auf die Qualifikationsmöglichkeiten aus, die für die Saison 2004/05 auf drei Wege komprimiert wurden. Zum einen qualifizierten sich die Top 64 der Weltrangliste mit Stand vom Saisonende 2003/04, zum anderen die besten 16 noch nicht qualifizierten Spieler der Ein-Jahres-Weltrangliste 2003/04. 16 weitere Spieler qualifizierten sich über die Challenge Tour 2003/04. Als (wohl außerplanmäßiger) 97. Spieler erhielt Liu Song eine Startberechtigung für die Saison.
| Qualifikation über die Ein-Jahres-Rangliste (16 Spieler) - Neil Robertson - Rory McLeod - Tom Ford - Ding Junhui - Shokat Ali - Simon Bedford - Ricky Walden - Craig Butler - Paul Davies - Darren Morgan - Paul Wykes - Andrew Norman - Joe Delaney - Scott MacKenzie - Alfie Burden - Leo Fernandez unbekannter Qualifikationsweg - Liu Song | Qualifikation über die Challenge Tour 2003/04 (16 Spieler) - Brian Salmon - Steve James - Jin Long - Gary Wilson - Paul Davison - Sean O’Neill - Mark Gray - David McDonnell - Hugh Abernethy - Adam Davies - Mike Hallett - Joe Jogia - David Hall - Stefan Mazrocis - Rodney Goggins - Ben Woollaston |